# نهر كوليما
نهر كوليما (الروسية: Колыма) هو نهر يقع في شمال شرق سيبيريا، تغطي قاعدته أجزاء من جمهورية ساخا وأوكروغ تشوكوتكا الذاتية وماغادان أوبلاست التابعة لروسيا. يرتفع
في الجبال شمال أوخوتسك وماغادان، في منطقة 62°N 149°E / 62°N 149°E و
يصب في خليج كوليما (كوليمسكي زاليف) التابع لـ بحر شرق سيبيريا، المتفرع من المحيط القطبي، على مسافة 69°30′N 161°30′E / 69.500°N 161.500°E. يبلغ طول كوليما 2,129 كيلومتر (1,323 ميل). تبلغ منطقة القاعدة حوالي 644,000 كيلومتر مربع.
يتجمد نهر كوليما بشكل كبير يصل لعدة أمتار حوالي 250 يومًا كل عام، ويذوب الثلج فيه من بداية شهر يونيو حتى أكتوبر.

## معلومات تاريخية

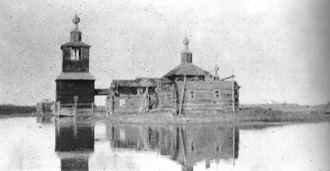
فيضان نهر كوليما - 1912

في عام 1640 رحل ديميتري زيران (الذي يسمى أيضًا ياريلو أو يريلو) إلى نهر إنديغيركا. في عام 1641 أبحر إلى نهر إنديغيركا، قاصدًا الشرق حتى انتهى إلى ألازيا (Alazeya). حيث سمعوا بكوليما وقابلوا التشوكشيين للمرة الأولى. في عام 1643 رجع إلى إنديجركا، وأرسل دعوته إلى ياكوتسك وعاد مرة أخرى إلى ألازيا. في 1645 عاد إلى نهر لينا حيث التقى طرفًا فيها وعلم أنه تم تعيينه ليصبح prekazshchik لكوليما. ثم عاد إلى الشرق وتوفي في بداية عام 1646.
وفي شتاء 1641-42 رحل ميخائيل ستادوخين، بصحبة سيمون ديزهنيوف، إلى أنديجركا العلوية. حيث قضى الشتاء التالي هناك، وقد بنى قوارب وأبحر إلى أنديجركا وإلى شرق ألازيا (Alazeya) حيث التقى ديميتري زيران. مكث كل من زيران وديزهنيف في ألازيا، بينما رحل ستادوخين إلى الشرق، حيث وصل إلى كوليما في صيف 1644. حيث قام ببناء زيموفي (zimovye)، ربما في سريدنكوليمسك وعاد إلى ياكوتسك أواخر 1645.
في اعوام 1892-1894 أجرى بارون إدوارد فون تول (Baron Eduard Von Toll) دراسات جيولوجية على قاعدة نهر كوليما من بين أنهار سيبريا الواقعة أقصى الشرق نيابة عن الأكاديمية الروسية للعلوم. على مدار عام ويومين، قامت الرحلة الاستكشافية بتغطية 25,000 كيلومتر، منها 4,200 كيلومتر فوق الأنهار، وقامت بإجراء دراسات جيوديسية على الطرق.
تشتهر كوليما بـ جولاج معسكرات العمل الإلزامي واستخراج الذهب، حيث تم توثيق كل منهما بشكل واسع منذ فتح السوفيت لدار الأرشيف في عصر جوزيف ستالين. أطلق اسم النهر على أشهر مختارات الإنثولوجيا حول الحياة في معسكرات جولاج باسم فارلام شالاموف، حكايات كوليما.
بعد إغلاق المعسكرات، تضاءلت مساعدات الدولة والصناعات المحلية والاتصالات حتى انعدمت تقريبًا. رحل الكثير من الناس ولكن من بقي منهم في المنطقة اشتغل في الصيد لكسب العيش.
في فبراير 2012، تمخض عن «إجراءات الأكاديمية الوطنية للعلوم» تقرير مفاده أن العلماء قاموا بزرع فاكهة سايلنس ستتوفيلا (Silene stenophylla) البالغة من العمر 30.000 سنة، والتي كانت مخزنة في حُفر لحيوان السنجاب بالقرب من نهر كوليما ومحفوظة في أرض دائمة التجمد.

## مصبات كوليما
على مسافة 75 كيلومترًا الأخيرة، تنقسم كوليماإلى فرعين كبيرين. توجد العديد من الجزر على مصب كوليما قبل أن يتلاقى مع نهر سيبيريا الشرقي. الجزر الرئيسية هي:
- جزيرة ميخالكينو 69°24′58″N 161°15′18″E / 69.416°N 161.255°E هي أكبر جزيرة، حيث تقع غرب الفرع الشرقي لكوليما و(جزيرة بروت. كامينيا كوليما) (Prot. Kammennaya Kolyma). تنقسم هذه الجزيرة إلى جزر أصغر بنهايتها الشمالية. حيث تبلغ 24 كيلو مترًا في الطول و6 كيلو مترات عرضًا. وتعرف ميخالكينو (Mikhalkino) أيضًا باسم جزيرة جلافسيفموربوت (Glavsevmorput Island) على اسم (رئيس مديرية طريق البحر الشمالي) (Chief Directorate of the Northern Sea Route).
- سوخارني أو سوخورني، تقع على بعد 3 كيلو مترات من الشواطئ الشمالية الشرقية لميخالكينو (Mikhalkino). حيث تبلغ 11 كيلو مترًا في الطول وحوالي 5 كيلو مترات عرضًا. تقع في الشمال الشرقي لسوخورني مجموعة من الجزر الصغيرة المعروفة باسم جزر مورسكيا توكي.
- تقع بيات بالتسيف (Piat' Pal'tsev) حوالي 5 كيلو متر من الجنوب الشرقي للنهاية الجنوبية لسوخورني (Sukhornyy). حيث تبلغ 5 كيلو مترات في الطول وبحد أقصى للعرض يصل إلى 1.8 كيلو متر.

تقع *جزيرة نازاروفسكي69°31′59″N 161°05′10″E / 69.533°N 161.086°E (Nazarovsky Island) في الجانب الغربي للفرع الغربي لوكليما (Kolyma) و(بروت. بوخودوسكيا كوليما) (Prot. Pokhodskaya Kolyma)، في منطقة حيث توجد العديد من الجزر الصغيرة. حيث تبلغ 4.5 كيلو مترات في الطول و1.3 كيلو متر عرضًا.
تقع *جزيرة شتورموفي69°39′58″N 161°01′52″E / 69.666°N 161.031°E (Shtormovoy Island) بعيدًا عن الشاطئ، حوالي 10 كيلو مترات شمال جزيرة نازاروفسكي (Nazarovsky Island). تقع جزيرة شتورموفي (Shtormovoy) أقصى شمال مصبات نهر كوليما (Mouths of the Kolyma). حيث تبلغ 4.3 كيلو مترات في الطول و1.5 كيلو متر عرضًا.